# Maison de Rieux
La maison de Rieux est une des plus anciennes et des plus considérables familles bretonnes, issue d'Alain Ier de Bretagne dit le Grand (Alan Iañ en breton) (mort en 907), roi de Bretagne vers 890 à 907.
Éteinte à la fin du XVIIIe siècle, elle tient son nom du fief de Rieux dans le Morbihan.
Ses membres occupèrent de hautes fonctions au Moyen Âge et à la Renaissance mais l'union de la Bretagne à la France marqua la fin des hauts espoirs politiques des Rieux.
Le dernier du nom est Louis de Rieux, marquis d'Assérac, mort sans alliance à 25 ans, fusillé en 1795 à Auray après avoir participé au débarquement de Quiberon.

## Origines
La famille de Rieux est issue d'un Rualt, seigneur de Rueux, que plusieurs auteurs supposent être la même personne ou le descendant de Rudalt ou Rodoald, comitis (comte carolingien, non héréditaire) de Vannes, fils d'Alain le Grand, prince des Bretons. On lui connaît deux fils :
- Josselin, seigneur de Rieux, père de Guétéhénoc,
- Rodoald II, ou Raoul, père d'Alain Ier de Rieux, co-seigneur de Rieux, marié avec Mauricie d'Estouteville.

Rualt est un nom germanique indiquant qu'il était un officier carolingien, ce qui concorde avec ses fonctions de comte de Vannes.

## Possessions

### Seigneurs de Rieux
- Au IXe siècle, Alain le Grand, puissant chef breton et comte de Vannes ou de Broherec, établit sa résidence sur la motte castrale de Rieux. Alain est nommé princeps de Bretagne et surnommé le Grand, après avoir vaincu les Normands à Questembert en 888. Les Normands ruinent le château au Xe siècle.

Au XIIe siècle, des seigneurs de Rieux qu'on suppose être les descendants d'Alain le Grand, rétablissent le château et prennent le nom.
- Liste des seigneurs de Rieux

### Marquis de Rieux, seigneurs d'Assérac
- Branche d'Assérac de la Maison de Rieux

### Vicomtes de Donges
- Branche de Donges de la Maison de Rieux,

### Seigneurs puis barons de Malestroit
En 1451, leur seigneurie de Malestroit est érigée en baronnie.

### Comtes d'Harcourt
Au XVe siècle, les seigneurs de Rieux sont également comtes d’Harcourt. Ce titre leur vient du mariage de Jeanne d'Harcourt, en 1414, avec Jean III de Rieux.
Le fief d'Harcourt passe par Louise de Rieux, fille de Claude et sœur d'Henri de Rieux ci-dessous, à la maison de Guise-Elbeuf, car elle épouse en 1555 René II marquis d'Elbeuf.

## Principales personnalités
- Rudalt de Rieux, seigneur de Rieux, attesté au XIe siècle, père des deux suivants:
  - Josselin, seigneur de Rieux, père de Guétéhénoc,
  - Rodoald II, ou Raoul, père d'Alain Ier de Rieux, coseigneur de Rieux, marié avec Mauricie d'Estouteville.
- Alain II de Rieux XIIIe siècle
- René de Rieux (1548-1628)
  - René de Rieux (1588-1651)
- Jean III de Rieux (1377-1431), seigneur puis baron de Malestroit, seigneur de Rochefort, et comte d'Harcourt par sa femme Jeanne d'Harcourt à partir de 1452
  - François de Rieux (1418-1458), fils du précédent, comte d'Harcourt de 1456 à 1458, épouse Jeanne de Rohan en 1442
- Jean IV de Rieux (1447-1518), baron de Malestroit et comte d'Harcourt, maréchal de Bretagne, épouse Isabelle de Brosse (morte en 1527), fille de Jean III de Brosse, comte de Penthièvre.
- Claude de Rieux (1497-1532), baron de Malestroit et comte d'Harcourt, fils du précédent, épouse Suzanne de Bourbon-Montpensier (morte en 1570), fille de Louis de Bourbon et de Louise de Montpensier
  - Claudine de Rieux, épouse de François de Coligny d'Andelot. En 1558, alors que celui-ci est venu inspecter les défenses des côtes de la Bretagne, il convoque la noblesse de la province au château de la Bretesche (sur les terres de son épouse Claudine de Rieux) pour écouter un pasteur. En quelques semaines, des dizaines de familles nobles bretonnes du pays de la Vilaine se convertissent au protestantisme[3].
  - Henri de Rieux (mort en 1557), baron de Malestroit et comte d'Harcourt, fils du précédent, 
    - Renée de Rieux, fille du précédent, maîtresse du roi de France Henri III.

  - Louise de Rieux, comtesse d'Harcourt, femme de René II d'Elbeuf (descendant d'Antoine de Lorraine-Vaudémont et de Marie d'Harcourt, sœur de Jeanne d'Harcourt ci-dessus : la crise de succession du comté d'Harcourt est ainsi terminée).
- Louis de Rieux, sieur d'Assérac, dernier du nom, né en 1768 à Paris, mort sans alliance à 25 ans, fusillé à Auray en 1795.

## Principales alliances
La famille de Rieux s'est alliée avec les familles d'Harcourt, de Rohan, de Montmorency, de Maillé, de Brosse, de Bourbon-Montpensier, de Lorraine-Elbeuf, d'Aiguillon, de Goyon, de Léon, de Clisson, de Rochefort, de Beaumont, d'Ambroise, de Coësme, de Machecoul, de Butault, d'Illiers, de Saulx-Tavannes, de Vachon de Belmont, etc.

## Armes, blasons, devises
- Ancien: D'azur à dix besants d'or posés 4, 3, 2, 1.
- Moderne : D'azur, à dix besants d'or, 3, 3, 3 et 1.

Armes anciennes de la Maison de Rieux :D'azur à dix besants d'or posés 4, 3, 2, 1.
Armes modernes de la Maison de Rieux : D'azur, à dix besants d'or, 3, 3, 3 et 1.
Armes de la Maison de Rieux portées au Rôle d'armes du second traité de Guérande (1381) : Ecartelé : aux I et IV d'azur, à cinq besants d'or, ordonnés en sautoir (Rieux), aux II et III vairé d'or et d'azur (Rochefort).
Armes de René de Rieux, Seigneur de Sourdéac : Ecartelé : aux I et IV d'azur, à dix besants d'or, ordonnés 3, 3, 3 et 1 (Rieux), aux II et III d'hermines plain (Bretagne), sur le tout de gueules à deux fasces d'or (Harcourt).

Devises
- À tout heurt Bellier, à tout heurt Rieux
- Tout un.[5]